# Волков, Анатолий Панфилович
Анатолий Панфилович Волков (род. 3 января 1948) — советский военнослужащий, генерал-майор войск связи СССР. Начальник Новочеркасского высшего военного командного училища связи. Мэр города Новочеркасск (2000—2010). Почётный гражданин города Новочеркасска. Кандидат военных наук, доцент, академик Международной Академии экологических наук и безопасности.

## Биография
Родился Анатолий Панфилович 3 января 1948 года в селе Топчиха Топчихинского района Алтайского края.
С 1966 года начал службу в рядах Вооружённых сил Советского Союза. В 1969 году завершил обучение с отличием в Кемеровском военном командном училище связи, а в 1977 году закончил учиться в Военной академии связи.
Свою службу проходил в войсках Киевского, Забайкальского, Уральского военных округов, а также в Западной группе войск на различных должностях: командир радиовзвода, радиороты, батальона связи, полка связи, начальника войск связи армии. В 1991 году был утверждён на должность начальника Новочеркасского высшего военного командного училища связи; исполнял обязанности начальника Новочеркасского военного гарнизона.
В 1997 году избран муниципальным депутатом в Новочеркасскую Городскую Думу, в 1998 году избран в депутаты Законодательного собрания Ростовской области.
24 декабря 2000 года Волкова избрали Главой администрации города Новочеркасска. С этого времени и до сложения полномочий в 2010 году были проведены восстановительные работы в исторической центральной части города, капитально отреставрированы Войсковой Вознесенский кафедральный собор, Театр им. В. Ф. Комиссаржевской, здание городской гостиницы на центральной площади имени Платова. Реконструированы и проведены работы по благоустройству городского Александровского и детского парков.
13 июля 2003 года Волков на Большом Круге казаков Новочеркасска был избран атаманом Новочеркасского казачьего округа.
В 2007 году решением городских властей был удостоен звания «Почётный гражданин города Новочеркасска».
Проживает в Новочеркасске.
Женат. Воспитал дочь Оксану.

## Награды
- Орден «За службу Родине в Вооружённых Силах СССР» 3 степени,
- Орден «За военные заслуги»,
- Почётный гражданин города Новочеркасска Ростовской области (2007).